# Peruth Chemutai
Peruth Chemutai (née le 10 juillet 1999 dans le district de Bukwa) est une athlète ougandaise, spécialiste du 3 000 mètres steeple, championne olympique en 2021 à Tokyo et médaille d'argent dans cette même compétition aux Jeux olympiques d'été de 2024 à Paris.

## Biographie
Sélectionnée à dix-sept ans pour les Jeux olympiques de 2016 à Rio de Janeiro, elle s'incline dès les séries mais améliore cependant son record personnel en 9 min 31 s 03.
L'année suivante, elle est éliminée dès les séries des championnats du monde de Londres.
Peruth Chemutai bat le record national du 3 000 m steeple lors du meeting Herculis 2018. Lors des championnats du monde juniors de 2018 à Tampere, elle obtient la médaille d'argent du 3 000 mètres steeple, devancé de près de six secondes par la Kényane Celliphine Chespol.
En mars 2019, elle se classe cinquième en individuelle et troisième par équipe lors des championnats du monde de cross-country.
Elle se classe 5e des championnats du monde 2019 à Doha en 9 min 11 s 08.
En 2021, elle est sacrée championne olympique du 3 000 m steeple lors des Jeux olympiques de 2020 à Tokyo, en s'imposant dans le temps de 9 min 1 s 45, nouveau record national, devant l'Américaine Courtney Frerichs et la Kényane Hyvin Jepkemoi. Première sportive de l'histoire de son pays à remporter une médaille aux JO, elle décroche également le troisième titre olympique pour son pays, tous sports confondus, le premier depuis l'or de Stephen Kiprotich sur marathon en 2012.
En 2024, Peruth Chemutai monte sur la deuxième marche du podium des Jeux africains. Au moi de mai, elle passe sous les 9 minutes en remportant le 3 000 m steeple du meeting Prefontaine Classic d'Eugene en 8 min 55 s 09.
Aux Jeux olympiques de Paris elle obtient la médaille d'argent, s'inclinant devant la Bahreïnie Winfred Yavi.

## Palmarès
| Date | Compétition           | Lieu       | Résultat | Épreuve     | Temps         |
| ---- | --------------------- | ---------- | -------- | ----------- | ------------- |
| 2019 | Championnats du monde | Doha       | 5e       | 3 000 m st. | 9 min 11 s 08 |
| 2021 | Jeux olympiques       | Tokyo      | 1re      | 3 000 m st. | 9 min 01 s 45 |
| 2022 | Championnats du monde | Eugene     | 11e      | 3 000 m st. | 9 min 21 s 93 |
| 2022 | Jeux du Commonwealth  | Birmingham | 3e       | 3 000 m st. | 9 min 23 s 24 |
| 2023 | Championnats du monde | Budapest   | 7e       | 3 000 m st. | 9 min 10 s 25 |
| 2024 | Jeux africains        | Accra      | 2e       | 3 000 m st. | 9 min 16 s 07 |
| 2024 | Jeux olympiques       | Paris      | 2e       | 3 000 m st. | 8 min 53 s 34 |

## Records
| Épreuve         | Performance        | Lieu  | Date        |
| --------------- | ------------------ | ----- | ----------- |
| 3 000 m steeple | 8 min 53 s 34 (NR) | Paris | 6 août 2024 |